# حملة شرق سوريا (سبتمبر–ديسمبر 2017)
حملة شرق سوريا كانت عملية عسكرية واسعة النطاق للجيش السوري وحلفائه ضد الدولة الإسلامية في العراق والشام (داعش) خلال الحرب الأهلية السورية. وكان هدفها تطهير مدينة دير الزور من أي قوات متبقية في تنظيم الدولة الإسلامية في العراق والشام، والاستيلاء على الميادين العاصمة الواقعية الجديدة لتنظيم الدولة الإسلامية في العراق والشام، والاستيلاء على بلدة البوكمال الحدودية، التي أصبحت آخر معقل حضري لتنظيم الدولة الإسلامية في العراق والشام بحلول المراحل الأخيرة من الحملة.
وكانت الحملة متزامنة مع حملة غرب العراق عام 2017، وحملة الرقة التي تشنها قوات سوريا الديمقراطية ضد العاصمة السابقة للدولة الإسلامية في العراق والشام، وكذلك مع هجوم قوات سوريا الديمقراطية في محافظة دير الزور على طول ضفاف نهر الفرات الشرقية.
- معركة الموصل (2016–17)
- حملة الرقة (2016–2017)
- حملة وسط سوريا (2017)